# Yin Jian
Yin Jian (殷剑S, Yīn JiànP; 25 dicembre 1978) è un'ex velista cinese.

## Palmarès

### Olimpiadi
- 2 medaglie:
  - 1 oro (Pechino 2008 nel Windsurf)
  - 1 argento (Atene 2004 nel Windsurf)